# 周兴 (1905年)
周兴（1905年—1975年10月3日），原名刘旧邦，又名刘维新，男，江西永丰人，中华人民共和国政治人物。第三、四届全国人大代表，中共第九、十届中央委员。

## 生平
周兴是江西省永丰县恩江镇人。早年毕业于永丰县立高等小学，后参加学生运动，参加南昌起义。1931年，任江西省肃反委员会秘书长，期间改名周兴，并随部参加长征，担任红一军团保卫局副局长。后任中央军委干部团特派员、西北政治保卫局侦察部长等。抗日战争期间，担任陕甘宁边区政府保安处处长、边区保安司令部副司令员。1949年，担任首任南京市公安局长。中华人民共和国成立后，担任西南军政委员会公安部长兼最高人民检察署西南分署检察长。1954年，升任中华人民共和国公安部副部长。1958年，调任最高人民检察院副检察长。1961年，调任中共山东省委书记处书记兼山东省军区政委。1965年，任中共云南省委书记处书记、云南省省长。1970年，任云南省革命委员会主任；次年改中共云南省委第一书记、昆明军区政委兼云南省军区第一政委。